# Capricho Awards
Capricho Awards é uma premiação anual de música, TV, Cinema, Internet, entre outros, organizada pela revista teen brasileira Capricho, com votação aberta pelo site oficial da Editora Abril.
Em 2020 a premiação voltou após hiato de 3 anos.

## Categorias

### Musica[4]
- Artista Nacional
- Artista Internacional
- Revelação Nacional
- Hit Nacional
- Hit Internacional
- Feat. do ano
- Grupo Internacional//

### Cinema, TV e livros[5]
- Filme do ano
- Artista Nacional
- Artista Internacional
- Melhor Série
- Livro do ano
- Melhor Reality show

### Personalidades[6]
- Ícone "É do BR
- Melhores Amigas
- Melhor Casal Real
- Inspiração de Estilo

### Internet[7]
- Aclamadas, exaltadas & empoderadas
- Revelação do ano
- Humorista do ano
- Moda e Beleza
- Fandom do ano [8]

### Extintas
- Clipe da Taylor
- Hit Sertanejo
- Dupla sertaneja
- Melhor Clipe Nacional
- Melhor Clipe Internacional
- Melhor Show no Brasil
- Banda Nacional
- Banda Internacional
- Cantora Nacional
- Cantor Nacional
- Cantora Internacional
- Revelação Internacional
- Melhor Atriz Internacional
- Melhor Ator Internacional
- Melhor Atriz Nacional
- Melhor Ator Nacional

- Melhor Programa de TV Nacional
- Troféu Pegação
- Bapho do Ano
- Melhor Capa da CH
- Gato do Ano
- Mais Estilosa
- Tanquinho de Ouro
- Separação mais chocante
- Blog Preferido
- Fã Clube do ano
- Aplicativo do ano
- Melhor Instagram
- Melhor Vine
- Meme do ano
- Rei da selfie no Instagram
- Troféu Vai e Volta
- Melhor Twitter
- Viral do Ano
- Canal no YouTube

### Capricho Awards 2016
No dia 27 de novembro aconteceu em São Paulo, a primeira cerimonia de premiação da Capricho Awards, teve shows de Sofia Oliveira, Mariana Nolasco e dupla AnaVitoria, a cerimonia foi para 200 pessoas apenas e foi transmitida ao vivo para todo o Brasil através do YouTube. Vários famosos estiveram na premiação, entre eles: Maisa Silva, João Guilherme e Nah Cardoso. 

### Capricho 2017
Em 2017 não houve Capricho Awards, que seria o Capricho Awards 2017, a revista Capricho não informou se a premiação irá voltar no ano de 2018 e também não explicou o motivo de não ter tido premiação em 2017. 